# Sonic Riders
Sonic Riders – gra wyścigowa z serii Sonic the Hedgehog. Gracz ściga się z przeciwnikami korzystając z desek odrzutowych, skuterów i butów napędzanych powietrzem. Nowymi postaciami w grze jest banda Babylon Rogues, seria robotów E-10000 i trzy bonusowe postacie. Gra ukazała się w 2006 roku na czterech platformach (PlayStation 2, Xbox, GameCube i Microsoft Windows) z okazji piętnastej rocznicy cyklu.